# Eric Malmberg (skådespelare)
Eric Vilhelm Malmberg, född 8 februari 1888 i Haga, Göteborg, död 6 april 1951 i Malmö, var en svensk skådespelare och regissör.
Malmberg film- och regidebuterade 1911 med filmen Opiumhålan som aldrig visades offentligt.

## Filmografi
- 1911 – Opiumhålan
- 1912 – Agaton och Fina
- 1912 – Bränningar eller Stulen lycka
- 1912 – Det gröna halsbandet
- 1912 – Kolingens galoscher
- 1912 – Samhällets dom
- 1912 – Två svenska emigranters äfventyr i Amerika
- 1915 – Rosen på Tistelön
- 1920 – Carolina Rediviva
- 1929 – Konstgjorda Svensson
- 1929 – Säg det i toner
- 1939 – Cirkus
- 1940 – Blyge Anton
- 1941 – Fransson den förskräcklige
- 1944 – Rännstensungar
- 1944 – Vår Herre luggar Johansson
- 1945 – Trav, hopp och kärlek
- 1945 – Sten Stensson kommer till stan
- 1945 – Rattens musketörer
- 1946 – Jag älskar dig, argbigga
- 1946 – Ebberöds bank
- 1948 – Hjältar mot sin vilja
- 1949 – Havets son

## Regi
- 1911 – Opiumhålan
- 1912 – Agaton och Fina
- 1912 – Bränningar eller Stulen lycka
- 1912 – Det gröna halsbandet
- 1912 – Kolingens galoscher
- 1912 – Samhällets dom
- 1912 – Två svenska emigranters äfventyr i Amerika
- 1933 – Tystnadens hus
- 1938 – Milly, Maria och jag

## Teater

### Roller
| År   | Roll                                   | Produktion                                                                    | Regi             | Teater                  |
| ---- | -------------------------------------- | ----------------------------------------------------------------------------- | ---------------- | ----------------------- |
| 1906 | Löjtnant von Höwen                     | Tapto (Zapfenstreich) Franz Adam Beyerlein                                    |                  | August Falcks sällskap  |
| 1907 | Lucentio                               | Så tuktas en argbigga (The Taming of the Shrew) William Shakespeare           |                  | August Falcks sällskap  |
| 1908 | Herr Bengt                             | Herr Bengts hustru August Strindberg                                          | Axel Berggren    | John Borghs sällskap    |
| 1909 | Erneste des Tressailles                | Ett revolutionsbröllop (Revolutionsbryllup) Sophus Michaëlis                  | Emil Strömberg   | Folkteatern             |
| 1913 |                                        | Den gode Ludde (Mein alter Herr) Franz och Victor Arnold                      |                  | Folkteatern             |
| 1914 | Fredrik Hamann                         | 2 X 2=5 (To Gange to er fem) Gustav Wied                                      | Olof Hillberg    | Olof Hillbergs sällskap |
| 1914 |                                        | Dorian Gray (The Picture of Dorian Gray) Oscar Wilde                          | Olof Hillberg    | Olof Hillbergs sällskap |
| 1925 | Hubert Hautelmann                      | Röda Molly Franz Cornelius                                                    | Eric Malmberg    | Lilla Folkteatern       |
| 1926 | August Hassler, länsveterinär          | Ungkarlsflickan Eric Sundelius                                                | Eric Malmberg    | Lilla Folkteatern       |
| 1926 | Ragnar Bloch, chef för Stora Varuhuset | Flickan från varuhuset V. Malmstrup och Jens Waage                            | Eric Malmberg    | Lilla Folkteatern       |
| 1926 | Simen Sörensen                         | Baldevins bröllop (Baldevins bryllup) Vilhelm Krag                            | John Norrman     | Lilla Folkteatern       |
| 1926 | Harry Berg, författare                 | AB Udda varor Eric Sundelius                                                  | John Norrman     | Lilla Folkteatern       |
| 1926 | Josef Rylander                         | Potifars hustru Herman Iseborg                                                | John Norrman     | Lilla Folkteatern       |
| 1926 | Olof                                   | Per Olsson och hans käring Gustaf af Geijerstam                               | John Norrman     | Lilla Folkteatern       |
| 1926 | Paff                                   | Miljonär för en dag Fredrik Lindholm                                          | John Norrman     | Lilla Folkteatern       |
| 1927 | Konrad Hellström, redaktör             | Doktorn på nr 18 Vilhelm Moberg                                               | John Norrman     | Lilla Folkteatern       |
| 1927 | Gunnar                                 | Klentrogne Thomas (Der ungläubige Thomas) Carl Laufs och Wilhelm Jacoby       | Elsa Norrman     | Lilla Folkteatern       |
| 1927 | Sir Francis Chesney                    | Charleys tant (Charley's Aunt) Brandon Thomas                                 | Elis Ellis       | Djurgårdsteatern        |
| 1929 | David Gertner, detektiv                | Handen Åke Sundborg                                                           | Hugo Bolander    | Lilla Folkteatern       |
| 1931 | Johanson                               | Johanson och Vestman Karl Staaf                                               | Eric Malmberg    | Nya Intima teatern      |
| 1944 |                                        | Jorden runt på 80 dagar (Le Tour du monde en quatre-vingts jours) Jules Verne | Alf Henrikson    | Malmö stadsteater       |
| 1945 | Lignière, poet                         | Cyrano de Bergerac Edmond Rostand                                             | Sandro Malmquist | Malmö Stadsteater       |
| 1945 | Mågen                                  | Pelikanen August Strindberg                                                   | Ingmar Bergman   | Malmö stadsteater       |
| 1946 |                                        | Sankta Johanna (Saint Joan) George Bernard Shaw                               | Sandro Malmquist | Malmö Stadsteater       |
| 1948 |                                        | Antigone Jean Anouilh                                                         | Stig Torsslow    | Malmö Stadsteater       |
| 1948 |                                        | Kalifens son Axel Strindberg                                                  | Gösta Folke      | Malmö Stadsteater       |
| 1948 |                                        | Vår lilla stad (Our Town) Thornton Wilder                                     | Gösta Folke      | Malmö Stadsteater       |
| 1948 |                                        | Lycko-Pers resa August Strindberg                                             | Gösta Folke      | Malmö Stadsteater       |
| 1948 |                                        | Drömmarnas berg (High Tor) Maxwell Anderson                                   | Gösta Folke      | Malmö Stadsteater       |

### Regi
| År   | Produktion             | Upphovsmän                                 | Teater             |
| ---- | ---------------------- | ------------------------------------------ | ------------------ |
| 1925 | Röda Molly             | Franz Cornelius Översättning Otto Malmberg | Lilla Folkteatern  |
| 1926 | Ungkarlsflickan        | Eric Sundelius                             | Lilla Folkteatern  |
| 1926 | Flickan från varuhuset | V. Malmstrup och Jens Waage                | Lilla Folkteatern  |
| 1931 | Johanson och Vestman   | Karl Staaf                                 | Nya Intima teatern |